# (12264) 1990 CD
(12264) 1990 CD là một tiểu hành tinh vành đai chính. Nó được phát hiện bởi Atsushi Sugie ở Dynic Astronomical Observatory Nhật Bản, ngày 1 tháng 2 năm 1990.